# 温熱療法
温熱療法（おんねつりょうほう）は、広義には温熱による医療行為ないし代替医療を包括的に指す。がん治療を目的とした保険適応の治療であるハイパーサーミアのほかに、代替医療の分野にも温熱療法と呼ばれる様々な療法が存在し、両者はたびたび混同される。

## ハイパーサーミア
ハイパーサーミア（英語：Hyperthermia therapy）は、がん組織を温熱環境に置くことによって、細胞を死滅させ、局所のがんを治療する放射線治療の一分野である。当該記事も参照の事。

### 歴史
がんの温熱療法は、1866年に Bush が、丹毒に罹患した患者の顔面の肉腫が、高熱の後に消失した症例を経験し、発熱と腫瘍の消失との間の関係を推定したことに端を発する。しかし、まもなくがんの治療の主力となる3大治療、すなわち、手術、化学療法、放射線治療の発展に研究の目が向けられ、温熱療法（ハイパーサーミア）は、いったん忘れ去られたかのように見えた。
しかし、1957年に米独で、100例以上のがんの自然治癒例を集積し分析したところ、約1/3の症例で発熱が認められ、発熱とがん治癒との相関が、実に約100年後に再発見されることとなった。
1960年代に欧米で、温熱によるがん治療の可能性が模索され、温熱の細胞致死効果など基礎実験が繰り返され、作用機序の解明がなされた。この結果をもとに、1970年代には電磁波、超音波などによる臨床応用が始まった。
　

### 作用機序
細胞を温水で加温すると、温度に比例して細胞は死滅し、特に42.5℃を超えると生存率が急激に低下する。細胞一つ一つを取り出したときに、正常細胞とがん細胞との間に、耐熱能の差があるのかないのか、いまだ結論は出ていない。しかし、いずれにせよ、組織（細胞の集団）を加温したときには、血流の影響で、正常組織よりも癌組織の方が温度が高くなることはわかっており、このことが温熱療法を、癌治療として成立させている肯綮である。
癌組織における血管の不完全性と微妙な温度調節機能の欠損とが、温熱療法に有利に働く。癌組織を加温したとき、周囲の正常組織は血流による放熱で過高温とならないような制御機構が働くが、癌組織においてはそれが働かず遂には細胞死に至る。
一般に放射線治療のほとんどは、電離放射線によるDNA損傷による癌細胞のアポトーシス誘導などに基づき腫瘍制御を行なうが、温熱療法は細胞膜損傷やタンパク質変性などによって、殺腫瘍細胞効果を発揮する。

### 臨床
研究により加温回数は様々で、いわゆる至適加温温回数といったものは、知られていない。ただ、加温間隔には制限があり1-2回/週を超えて温熱療法を行なうと、細胞内にヒートショックプロテイン（HSP）が誘導されて、加温抵抗性となるため、一般にはこれより短い間隔で行なわれることはない。一方、最大加温回数という概念はない。というのも、これに対応する概念として、アントラサイクリン系の抗癌剤では毒性が蓄積していくため、生涯投与量として制限される。放射線治療においても、耐容線量という概念があり、同一部位に照射可能な放射線量には上限がある。そのため、治療強度の上限が決定され、また再発時に、同じ治療が困難となることが多いのである。振り返って、温熱療法では、このような制約がないため、治療計画の自由度が高く、局所再発にも対応しうる。
温熱療法単独でも、抗腫瘍効果を発揮するが、集学的治療として、他のモダリティーと組み合わせての治療となることが多い。温熱療法、放射線治療、化学療法はそれぞれ異なる作用機序で抗腫瘍効果を発揮するため、これら組み合わせると、少なくとも相補的な意味で治療成績の向上につながることは容易に予想されるが、今日までの研究で、相乗的な作用を示すことが示されている。
極めて魅力的な治療であるが、加温に時間と人手を要する事への評価がなされず経済的に存続しにくかったことから、普及率は極めて低い。しかし、視点を変えると、伸びしろがまだまだある、と期待しうる未来の治療と言い換えることも出来る。

### 理論
がん細胞周辺は血流が少なくなるため酸性に傾いて温度感受性が高くなる傾向が認められる。また、がん細胞自身が熱に弱く、体内では細胞が熱に耐える機構自体ががん細胞に対して働きにくくなるため、総合的に見て温熱療法の殺細胞効果が有効であると考えられる。

## 代替医療としての温熱療法
代替医療（だいたいいりょう）としての温熱療法とは、代替医療・補完医療の分野において行われている、加温による健康増進効果を目的とした様々な施術行為を指す。がん治療を目的として、医療機関において行われる温熱療法（ハイパーサーミア）とは区別される。

### 理論
代替医療において、温熱療法が効果である根拠として、次のようなことが考えられている。
- 経絡 - 気の流れ（経絡）には「ツボ」があり、そのツボから気が出入りすると考えられる。ところが、そのツボを中心に気の流れがとどこおり病気になる。熱刺激によって気の流れをスムーズにするのが治療目的である。
- 血管系 - 熱刺激によって動脈も静脈も拡張する。拡張すれば血流が増加し循環がよくなる。循環の悪い状態を瘀血（おけつ）状態と呼ぶが、血管拡張作用によってこの瘀血が改善される。
- 炎症理論 - 炎症は生体内・生体外からのあらゆる刺激に対する生体反応である。その反応の主体は免疫システムの発動である。温熱刺激が免疫システムのスイッチを入れると考える。

### 作用
局所では鎮痛、鎮静、末梢血管拡張、血流増加、浮腫、代謝亢進、筋スパズム軽減、膠原線維伸張、全身では心拍出量増加、末梢血管拡張、鎮痛、鎮静作用、新陳代謝増加（1℃につき13%）

### 禁忌
- 禁忌疾患 - 非代償性心不全
- 患者の状態 - 全身循環障害、知覚鈍麻、出血傾向、浮腫、乳児、意識障害を伴う患者、体内金属とペースメーカー（ただし、極超短波と超短波のみ禁忌）

### 分類
熱源のエネルギーの種類によって次のように分けることができる。
- 燃焼
- 赤外線（近・遠）
- 可視光線
- レーザー光線（単一波長光）
- マイクロ波
- RF波
- 蒸気

装置の種類によって次のように分けることができる。
- 温灸
- ライト照射
- 風呂
- 箱・個室[4]
- 数人が入れる部屋

### 種類
- 表在熱
  - ホットパック
  - ワールプール（過流浴）
  - パラフィン浴（伝導）
  - ハバートタンク（対流）
  - 赤外線（照射）
- 深部熱（ジアテルミー）
  - 超音波療法
  - 極超短波療法
  - 超短波療法